# Shalini Yadav
Shalini Yadav (Chhatarpur, 2001) és una nena índia que va ser expulsada de l'escola el 2012 per una greu malaltia de la pell que la seva família no té mitjans per tractar. La seva pell es desprèn en forma d'escames cada 45 dies. Segons els metges consultats, la malaltia que té és eritrodèrmia o ictosis laminar. El 2017 es va posar en marxa una companya de crowfunding perquè la nena rebi tractament.